# Ha'avara-planen
Haa'vara-planen (hebraisk:הסכם העברה, oversat: heskem haavara, det vil sige "overførselsaftalen", engelsk: "transfer agreement") var en aftale underskrevet den 25. august 1933 efter tre måneders forhandlinger mellem det Zionistiske Forbund for Tyskland (die Zionistische Vereinigung für Deutschland), den Anglo-Palæstinensiske Bank (under Jewish Agency, en officiel myndighed i det daværende Palæstina) og de økonomiske myndigheder i Nazi-Tyskland. Aftalen skulle fremme emigrationen af tyske jøder til Palæstina. Aftalen indebar, at jøder kunne emigrere imod af omsætte deres formue i Tyskland i varer, som efterfølgende blev fragtet til og solgt i Palæstina gennem et jødisk kontrolleret firma, som efter salget overlod indtægten fra dette salg til den oprindelige indbetaler. Derved kunne man på samme gang omgå de engelske begrænsninger for indvandring til Palæstina og opnå mulighed for udvandring fra Tyskland på langt mere fordelagtige vilkår, end hvad der ellers var gældende.

## Hanotea
Hanotea (hebraisk: הנוטע) var et zionistisk citrus-plantangefirma, der i maj 1933 rettede henvendelse til tyske myndigheder for at opnå mulighed for a overføre kapital fra Tyskland til Palæstina. Hanotea medvirkede som en del af den zionistiske bevægelse i hjælpen til tyske jøder, der ønskede at udvandre til Palæstina. I henhold til en aftale med den tyske regering skulle Hanotea modtage penge fra potentielle jødiske immigranter og for disse købe tyske varer. Disse varer skulle, sammen med immigranterne, sejles til Palæstina. I Palæstina ville importhandlende så købe varerne af immigranterne, der derved på ny ville få rådighed over deres formue. Dette arrangement virkede fortræffeligt og banede vej for den senere Haa'vara-aftale. I forbindelse med Hanotea virkede den polske zionistiske jøde Sam Cohen, som repræsenterede zionistiske interesser i de direkte forhandlinger med nazisterne, der blev indledt i begyndelsen af marts 1933.

## Ha'avara-aftalen
Ha'avara-aftalen blev indgået mellem den tyske regering og zionisterne i august 1933 og tillod zionisterne i form af Ha'avara-kompagniet at overføre formuer fra Tyskland til Palæstina ene med det formål at fremme jødisk emigration fra Tyskland. Ha'avara-kompagniet virkede under lignende vilkår som tidligere Hanotea kompagniet. Ha'avara-kompagniet krævede af immigranterne en indbetaling på mindst 1.000 pund sterling til banken. Disse penge blev så brugt til at købe tyske eksportvarer til import til Palæstina.
Ha'avara-aftalen blev betragtet af det nazistiske styre som en måde at få løst "det jødiske problem" på. Lederen af Mellemøsten-divisionen i udenrigsministeriet Werner Otto von Hentig støttede politikken med at samle jøderne i Palæstina. Han mente, at hvis jøderne boede eet samlet sted, ville udenrigspolitikkens mål om at holde jøderne under kontrol blive lettere. Hitlers støtte til Ha'avara-aftalen svingede gennem 1930-erne. Oprindeligt var Adolf Hitler kritisk over for aftalen, men efter kort tid skiftede han holdning og støttede siden aktivt og uforbeholdent frem til 1939 - selv da kritik blev rejst fra anden side.
Efter Tysklands invasion i Polen og udbruddet af 2. verdenskrig i 1939 blev den praktiske videreførelse af Ha'avara-aftalen umulig. I 1940 mødtes repræsentanter for den zionistiske undergrundsbevægelse "Lehi" med von Hentig og foreslog et direkte militært samarbejde med nazisterne for at kunne fortsætte udvandringen af europæiske jøder til Palæstina. Der kom imidlertid ikke noget ud af dette forslag.
Fra 1929 til 1936 voksede antallet af jøder i Palæstina fra 170.000 (17% af indbyggerne) til 400.000 (31%).